# Aphantophryne
Az Aphantophryne a kétéltűek (Amphibia) osztályába, valamint a békák (Anura) rendjébe és a szűkszájúbéka-félék (Microhylidae) családjába tartozó nem. A nemet először Dene Barrett Fry írta le 1917-ben, majd Richard G. Zweifel 1956-ban a Cophixalus szinonimájának tekintette. A nemet 1989-ben emelték ismét önálló rangra, amikor is a Aphantophryne pansa típusfaj mellé még két új fajt helyeztek. Az Asterophryinae 2017-ben végzett molekuláris vizsgálata igazolta, hogy a korábban az Oreophryne nembe tartozó két faj szorosabb kapcsolatban van az Aphantophryne nemmel, így ezeket ebbe a nembe helyezték át. A tanulmány egy sor addig leíratlan új fajt is feltárt.

## Nevének eredete
Nevét a latin Aphanticus (parlag), és phrynus (béka) szavakból alkották, utalva ezzel élőhelyére.

## Előfordulásuk
A nembe tartozó fajok Pápua Új-Guinea endemikus fajai.

## Megjelenésük
Az Aphantophryne nembe tartozó fajok kis méretűek, maximális testhosszuk 31 mm. A legkisebb faj, az Aphantophryne minuta mindössze 12 mm hosszúságú. A nőstények mérete meghaladja a hímekéét. Megkülönböztető jellegzetesség a keresztcsont előtti csigolyák száma: ez az Aphantophryne nem esetében hét csigolya, más Asterophryinae nemeknél pedig nyolc.

## Rendszerezés
A nembe az alábbi fajok tartoznak:
- Aphantophryne minuta Zweifel & Parker, 1989
- Aphantophryne nana (Brown and Alcala, 1967)
- Aphantophryne pansa Fry, 1917
- Aphantophryne parkeri (Loveridge, 1955)
- Aphantophryne sabini Zweifel & Parker, 1989